# Jedediah Smith
Jedediah Strong Smith (1799-1831) conegut popularment com a Jedediah Smith va ser un tramper, explorador i pioner dels Estats Units. Va ser la primera persona en explorar les muntanyes Rocoses, la Costa Oest i el Sud-oest dels Estats Units. Per tal de trobar nous espais on caçar, va explorar el centre i el sud de les Rocoses. En el seu viatge va explorar igualment altres espais com el Gran Llac Salat de Utah i el desert de Mojave entre d'altres. Se n'expliquen diverses aventures i proeses com haver sobreviscut a l'atac d'un os o haver sobreviscut a la sed i la fam al desert de Mojave enterrant-se a la sorra per mantenir-se fresc. De la mateixa manera se li reconeix, juntament amb dos trampers més, haver recorregut a peu durant 32 dies a un ritme de 64 kilòmetres diaris, pràcticament sense aliments.
Durant el maig de 1831, mentre conduïa un grup de comerciants, es va apartar del camí per prendre una mica d'aigua i ja no va tornar. En arribar a Santa Fe, els comerciants van veure com un venedor venia uns objectes personals de Jedediah que, segons sembla ser, havien estat adquirits per una banda comanxe en matar el seu propietari.